# Kostel svatého Floriána (Držovice)
Kostel svatého Floriána je římskokatolický filiální kostel v Držovicích v okrese Prostějov.

## Historie
V roce 1901 vznikla Jednota pro vystavění kaple v Držovicích. V letech 1914–1916 vystavěla kapli. Plán vypracovala stavební firma Konečný a Nedělník, která budovu i postavila a věnovala na její stavbu 10 000 cihel. Kostel byl vysvěcen v roce 1919 na svátek sv. Floriána, kterému byl zasvěcen. V roce 2004 prošel rekonstrukcí.